# Live in London (비치 보이스의 음반)
| 전문가 평가                   | 전문가 평가 |
| 평가 점수                     | 평가 점수   |
| 출처                          | 점수        |
| ----------------------------- | ----------- |
| AllMusic                      | [ 1 ]       |
| Blender                       | [ 2 ]       |
| Encyclopedia of Popular Music | [ 3 ]       |
| The Rolling Stone Album Guide | [ 4 ]       |

《Live in London》은 미국의 록 밴드 비치 보이스의 라이브 음반으로, 1970년 5월, 영국에서 EMI를 통해 발매되었다. 이후 1976년 11월 15일, 미국에서 캐피틀 레코드를 통해 《Beach Boys '69 (The Beach Boys In London)》이라는 제목으로 발매되었다.

## 배경
1968년은 비치 보이스에게 미국 내에서 어려운 시기였다. 이들의 명성은 크게 실추되었으나, 유럽에서는 여전히 높은 인기를 누리고 있었다. 이는 밴드가 《20/20》 음반 작업을 마무리하던 1968년 12월에 녹음된 공연을 통해 확인할 수 있다.
1974년과 1975년에 각각 발매된 히트곡 모음집 《Endless Summer》와 《Spirit of America》가 뜻밖의 성공을 거두며 비치 보이스는 미국에서 인기를 되찾았고, 특히 콘서트 활동에서 두드러진 부흥을 보였다. 이 시기를 틈타 캐피틀 레코드는 이 라이브 음반을 처음으로 미국 시장에 재발매하기로 결정했으며, 제목도 《Beach Boys '69》로 바꾸었다. 재발매반은 록 아티스트 짐 에번스가 디자인한 새로운 커버 아트를 사용하였다. 공연이 1968년 12월에 녹음되었음에도 불구하고 음반 제목에 '69'가 포함되어 혼란을 초래하기도 했다. 게다가 이 시점에 밴드는 새 음반사 리프리즈와의 유통 계약을 통해 자체 레이블 브라더 레코드를 통해 더블 라이브 음반 《The Beach Boys in Concert》를 이미 발표한 상태였다. 그럼에도 불구하고 《Beach Boys '69》는 미국에서 작지만 의미 있는 성공을 거두며, 1976년 가을 빌보드 200 차트에서 10주간 머무는 동안 최고 75위를 기록하였다. 이러한 성과는 1976년 스튜디오 음반 《15 Big Ones》가 미국 차트 톱 10에 진입하며 얻은 대중적 반향에 힘입은 바가 크다. 한편, 오리지널 영국판인 《Live in London》은 발매 당시 차트 진입에 실패하였다.
일각의 비치 보이스 평자들에 따르면, 이 음반은 비치 보이스가 캐피틀 레코드에 마지막으로 한 장의 음반을 더 제공해야 하는 계약상의 의무를 이행하기 위해 제출된 것으로 보이며, 이는 당시 기획되던 《Fading Rock Group Revival/Reverberation》 프로젝트를 대체한 것으로 여겨진다. 《Beach Boys '69》의 발매를 끝으로 비치 보이스와 캐피틀 레코드 간의 계약 관계는 종료되었다. 1990년과 2001년에 이루어진 비치 보이스의 음반 CD 리마스터링 작업에서, 《Live in London》은 1964년의 라이브 음반 《Beach Boys Concert》와 함께 한 장의 CD로 묶여 재발매되었다.

## 곡 목록
모든 곡들은 특별한 언급이 없는 한 브라이언 윌슨과 마이크 러브에 의해 작사/작곡하였다.
| #  | 제목                    | 작사·작곡             | 재생 시간 |
| -- | ----------------------- | --------------------- | --------- |
| 1. | 〈Darlin'〉             |                       | 2:41      |
| 2. | 〈Wouldn't It Be Nice〉 | 윌슨, 토니 애셔, 러브 | 1:53      |
| 3. | 〈Sloop John B〉        | 민요, 윌슨 (편곡)     | 2:30      |
| 4. | 〈California Girls〉    |                       | 2:19      |
| 5. | 〈Do It Again〉         |                       | 2:47      |
| 6. | 〈Wake the World〉      | 윌슨, 앨 자딘         | 2:26      |
| 7. | 〈Aren't You Glad〉     |                       | 3:09      |

| #   | 제목                                 | 작사·작곡     | 재생 시간 |
| --- | ------------------------------------ | ------------- | --------- |
| 8.  | 〈Bluebirds over the Mountain〉      | 어설 히키     | 2:53      |
| 9.  | 〈Their Hearts Were Full of Spring〉 | 보비 트루프   | 2:49      |
| 10. | 〈Good Vibrations〉                  |               | 4:36      |
| 11. | 〈God Only Knows〉                   | 윌슨, 애셔    | 3:27      |
| 12. | 〈Barbara Ann〉                      | 프레드 파서트 | 2:32      |